# Ophiomyia zernyi
Ophiomyia zernyi är en tvåvingeart som beskrevs av Friedrich Georg Hendel 1927. Ophiomyia zernyi ingår i släktet Ophiomyia och familjen minerarflugor.
Artens utbredningsområde är Albanien. Inga underarter finns listade i Catalogue of Life.